# 遠州山中酒造
遠州山中酒造（えんしゅうやまなかしゅぞう）は、静岡県掛川市横須賀に工場と本社を置く日本酒の酒造メーカー。主要銘柄は「葵天下」。

## 歴史
天保元年（1830年）に駿河国富士郡大宮町（現在の静岡県富士宮市）で、日野商人（近江商人の一部）の山中正吉が山中正吉商店（現在の富士高砂酒造）を興した。創業自体は文政年間（1818年～1830年）で、酒造りの開始が天保元年であるとも言われる。その後事業を広げ、大宮町周辺に4蔵の他、横須賀にも蔵が設けられた。
1929年（昭和4年）には山中正吉商店から分家し、横須賀の蔵を山中酒造合資会社として独立した。1985年（昭和60年）には新たな杜氏を迎え、吟醸酒人気に対応して新たな銘柄の「葵天下」を発売した。1999年（平成11年）、蔵元の山中隆が杜氏と蔵人に頼らずに自らの手で酒造りを始めた。2005年（平成17年）には小笠郡大須賀町が掛川市に編入され、所在地が小笠郡大須賀町横須賀61から掛川市横須賀61に変更された。
2020年（令和2年）10月30日には山中酒造合資会社から山中酒造合同会社に改称した。2021年（令和3年）2月9日には山中酒造合同会社から遠州山中酒造株式会社に改称した。同年3月には浜友グループの完全子会社となった。

## 特色
「葵天下」の由来
徳川と武田両軍による高天神城の戦いにおいて、「高天神を制するものは遠州を制する」と言われた。後に徳川の天下となって江戸幕府が開かれたが、酒の世界でも天下をとれるようにとの願いから「葵天下」と命名された。
仕込み水
赤石山系の小笠山の伏流水を、地下100mより汲み上げて仕込み水してと使用している。

## 受賞歴
全国新酒鑑評会
- 「葵天下」金賞受賞 - 平成16、17年、19年、20年受賞[6]

## 交通アクセス
鉄道
- 東海旅客鉄道（JR東海）東海道本線「袋井駅」からタクシーで25分

バス
- 東海旅客鉄道（JR東海）東海道本線「袋井駅」より秋葉バスサービス秋葉中遠線で「東番町」下車後徒歩約2分